# Lucas (Teksas)
Lucas je grad u američkoj saveznoj državi Teksas. Prema popisu stanovništva iz 2010. u njemu je živjelo 5.166 stanovnika.